# Ad Sinarum gentem
Ad Sinarum gentem è la ventinovesima enciclica pubblicata da papa Pio XII il 7 ottobre 1954.
L'enciclica fa seguito alla lettera apostolica Cupimus imprimis del 1951 e si rivolge ai cattolici cinesi perseguitati nel regime comunista nato dalla rivoluzione maoista, esortandoli a sopportare ogni persecuzione per rimanere fedeli alla legge divina.